# Jan Luyken

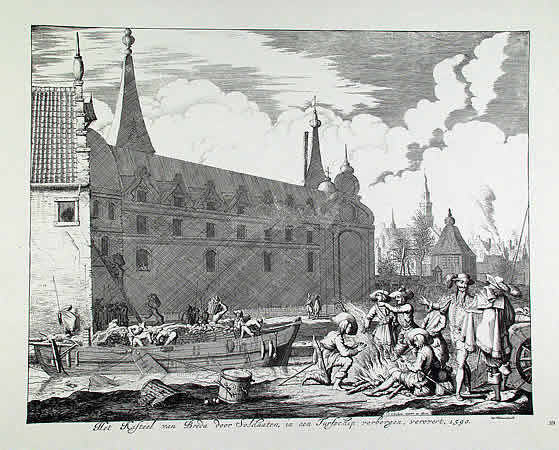
Stampa di Jan Luyken: la barca torbiera usata come stratagemma dagli olandesi per conquistare la città di Breda (1590), occupata dagli Spagnoli

Jan Luyken, o Johannes Luiken (Amsterdam, 16 aprile 1649 – Amsterdam, 5 aprile 1712), è stato un poeta, pittore e incisore olandese.

## Biografia
Era figlio di un insegnante, Caspar Luyken, anche lui autore di un libro (Winst zonder Verlies), e di Hester Coores. I suoi genitori appartenevano alla setta protestante dei Collegianti, seguaci di Galenus Abraham. Il figlio Jan era un giovane gaudente che seguiva le lezioni di pittura di Martinus Saeghmolen e aveva un grande interesse per la bellezza femminile. Jan Luyken raccolse molte delle sue impressioni nella raccolta poetica Duytse lier, pubblicata nel 1671.
Tre mesi dopo sposò una cantante, Maria de Ouden (1647-1682), alla quale aveva dedicato la chiusa della raccolta Duytse lier. Ebbe cinque figli, che morirono tutti in giovane età, tranne uno, Caspar (Caspaares), con il quale in seguito realizzò il suo libro più famoso, Spiegel van het Menselyk Bedryf ("Specchio delle attività umane").
All'età di 26 anni Jan Luyken ebbe una visione religiosa che lo portò a condurre una vita più retta. Conseguentemente la sua opera poetica diventò molto più edificante. A partire dal 1677 Luyken si dedicò alle acqueforti e alle incisioni. Nel 1680 acquistò fama di geniale incisore con le 24 illustrazioni del libro Oorsprongk, begin, en vervolgh der Nederlandsche oorlogen ("Origine, inizio e svolgimento delle guerre olandesi"), un famoso libro di storia di Pieter Christiaenszoon Bor.

## Opere
Le sue opere più importanti sono:

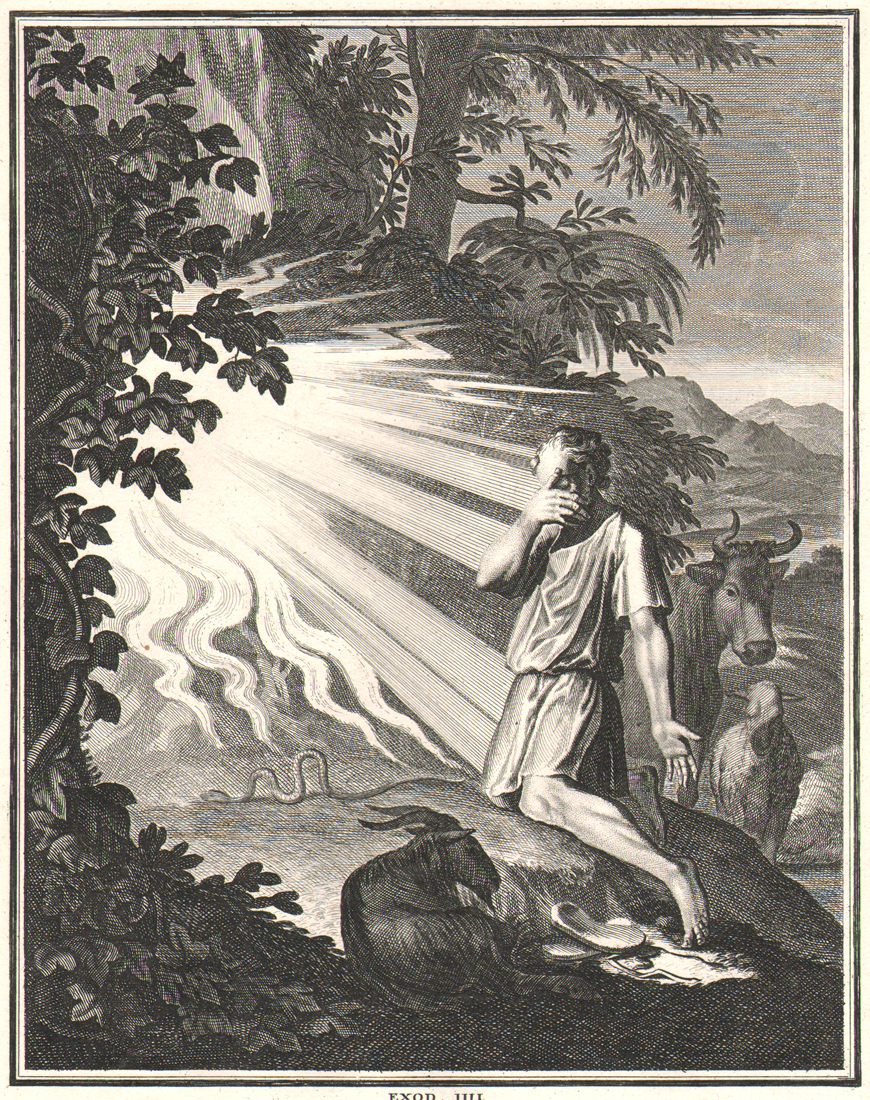
Stampa di Jan Luyken: Mosè e il Roveto ardente (1697)

- Duytse Lier, raccolta poetica del 1671
- Jesus en de ziel, libro di emblemi del 1678
- Oorsprongk, begin, en vervolgh der Nederlandsche oorlogen, libro di storia del 1680
- Voncken der Liefde Jesu, raccolta di poesie morali del 1687
- Spiegel van Het Menselyk Bedryf, raccolta di acqueforti che rappresentano arti e mestieri, 1694
- De Bijekorf des Gemoeds, raccolta di poesie morali del 1711

La sua opera più famosa è 'Spiegel van het Menselyk Bedryf', chiamato anche, in versione più semplice, 'Afbeelding der Menschelyke Bezigheden'. Queste raccolte contengono incisioni che mostrano diversi mestieri. Nella realizzazione di quest'opera Jan Luyken fu aiutato da suo figlio Caspar.
Letteratura:
Johan Schwencke: prefazione alla ristampa di Afbeelding der Menschelyke bezigheden Jan Luyken, senza anno.